# جرف عمرو (نعمان)

تعديل مصدري - تعديل

جرف عمرو هي إحدى قرى عزلة الساحة بمديرية نعمان التابعة لمحافظة البيضاء، بلغ تعداد سكانها 87 نسمة حسب تعداد اليمن لعام 2004.